# فان ديفيس
فـان ديفيس (بالإنجليزية: Van Davis)‏ هو لاعب كرة قدم أمريكية أمريكي، ولد في 5 أكتوبر 1921 في Philomath, Georgia ‏ في الولايات المتحدة، وتوفي في 11 يوليو 1987.